# 樱花街站
樱花街站位于中华人民共和国吉林省长春市南关区永顺路，是长春轨道交通6号线的地铁车站。

## 车站结构

### 车站楼层
| B1                | 站厅 | 出入口、服务中心、售票机、检票口                                                                                |
| B2                | 站台 | \| \| \| 6号线往双丰（亚泰足球基地） \| \| 島式 · 開左邊车门 \| \| \| \| \| \| 6号线往长影世纪城（聚业大街） \| |
|                   |      | 6号线往双丰（亚泰足球基地）                                                                                     |
| 島式 · 開左邊车门 |      | |
|                   |      | 6号线往长影世纪城（聚业大街）                                                                                   |

## 歷史
- 2024年3月28日 - 6号线开通运营。[1]